# Fredells

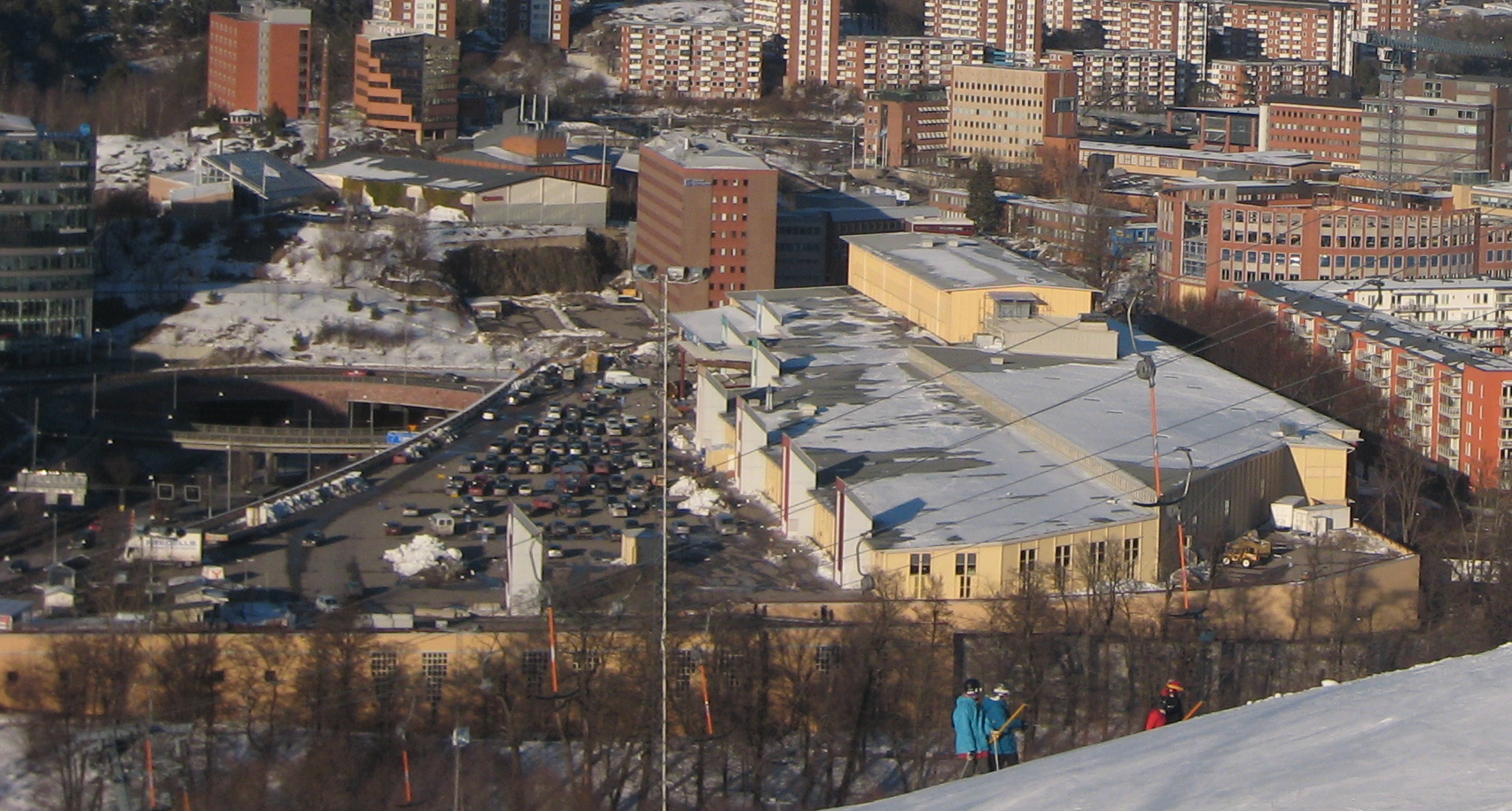
Fredells varuhus i Sickla.

Fredells var ett byggvaruhus i Sickla i Nacka kommun.
Varuhuset grundades 1903 under namnet "Firma Fabian Fredell" på adressen Östra Station. Verksamheten inriktade sig främst som brädgård. Under åren växte sortimentet och firman bytte adress fyra gånger, för att på slutet av 1900-talet ligga i Södra Hammarbyhamnen. Inför anläggandet av Hammarby Sjöstad exproprierades fastigheten och Fredells fick en ny tomt anvisad och 2000 öppnade det nya varuhuset på 44000 m² som låg vid Sickla Allé 2-4 i Nacka. Företaget ägdes sedan starten av familjen Fredell. 
Fredells byggvaruhus såldes till Bauhaus den 1 februari 2019. Fredells Byggvaruhus upphörde i samband med detta som varumärke och som verksamhet.